# 体育の研究
体育の研究（たいいくのけんきゅう、原題：体育之研究）は、1917年に毛沢東によって著された論文。雑誌『新青年』に掲載された。毛沢東は当時湖南省立第一師範学校に在学中の学生で、発表した最初の論文であった。

## 概要
体育が精神と肉体にいかなる影響を及ぼすか、そして動くことによって身体の各部位を鍛えることの重要性が説かれていた。かつての中国においては、体操を含めて人間が身体を動かすということは下品であると考えられていたことから、毛沢東の体育の研究は画期的であった。この論文は、岩波書店から出版された『新編 原典中国近代思想史 第4巻』に収録されている。
この論文の中で、毛沢東は嘉納治五郎の創始した柔道やその理念を評価している。湖南省立第一師範学校で毛沢東を教えた楊昌済は、嘉納の推薦で東京高等師範学校に留学した経験があった。